# Prisonniers du marais
Pour plus de détails, voir Fiche technique et Distribution.
Prisonniers du marais (Lure of the Wilderness) est un film américain réalisé par Jean Negulesco et sorti en 1952.

## Synopsis
Ben Tyler, recherchant son chien, découvre dans les marais le vieux Jim Harper qui s'est réfugié en cet endroit après avoir été accusé d'un meurtre qu'il n'a pas commis.

## Fiche technique
- Titre original : Lure of the Wilderness
- Réalisation : Jean Negulesco
- Scénario : Louis Lantz, d'après le roman de Vereen Bell
- Chef opérateur : Edward Cronjager
- Musique : Franz Waxman
- Direction artistique : Addison Hehr, Lyle R. Wheeler
- Décors : Thomas Little, Fred J. Rode
- Costumes : Dorothy Jeakins
- Production : Robert L. Jacks, Robert D. Webb pour 20th Century Fox
- Durée : 93 minutes
  - États-Unis : 16 juillet 1952

## Distribution
- Jean Peters  (VF : Sylvie Deniau) : Laurie Harper
- Jeffrey Hunter  (VF : Michel Andre) : Ben Tyler
- Constance Smith  (VF : Claire Guibert) : Noreen McGowan
- Walter Brennan  (VF : Camille Guerini) : Jim Harper
- Tom Tully  (VF : Pierre Morin) : Ned Tyler
- Harry Shannon : Pat McGowan
- Will Wright : Shérif Brink
- Jack Elam  (VF : Maurice Lagrenée) : Dave Longden
- Harry Carter
- Robert Adler : Will Stone
- Pat Hogan : Harry Longden
- Mary Parker : la veuve Sutton
- Dale Robertson : Narration
- Charles Wagenheim : un citoyen

## Autour du film
- Il s'agit d'un remake du film de Jean Renoir, L'Étang tragique (Swampwater), réalisé en 1941.
- Walter Brennan reprend le rôle qu'il incarnait déjà dans la première version.